# Stanisław Feliks Ligęza
Stanisław Feliks Ligęza herbu Półkozic (zm. przed 13 kwietnia 1553 roku – kasztelan żarnowski w latach 1553–1555/1556, kasztelan chełmski w 1549 roku, cześnik koronny w latach 1548–1553, burgrabia krakowski w latach 1526–1538, podczaszy królowej Izabeli Węgierskiej.
Ojciec Anny, żony wojewody krakowskiego Mikołaja Herburta Odnowskiego (zm. 1555).